# Douglas A-20 Havoc
Pour les articles homonymes, voir A-20, Havoc et DB-7.
Le Douglas A-20 Havoc (« ravage ») / DB-7 est un avion américain de la Seconde Guerre mondiale polyvalent à la fois avion d'attaque, bombardier léger et chasseur nocturne. Il sert au sein de nombreuses forces armées alliées : principalement en URSS (code OTAN : « Box »), en Grande-Bretagne et aux États-Unis. Le DB-7 est aussi utilisé par les forces aériennes australienne, sud-africaine et française durant la guerre et par le Brésil après. La version bombardier est connue sous le nom Boston par les Forces Britanniques et du Commonwealth, bien que la Royal Air Force utilise la version de chasse nocturne sous le nom Havoc.
Le DB-7 reste la plus belle réussite de Douglas Aircraft Company, en termes d'unités construites, avec plus de 7 267 exemplaires dont 380 construits sous licence par Boeing.

## Conception
En mars 1937, une équipe projet dirigée par Donald Douglas, Jack Northrop et Ed Heinemann présente la proposition Model 7A de bombardier léger à ailes hautes motorisé avec une paire de Pratt & Whitney R-985 Wasp Junior de 450 ch. Il est estimé que cet appareil peut transporter 1 000 livres (454 kg) de bombes à 400 km/h. À la suite des enseignements de la guerre civile espagnole concernant l'aviation, ce projet se révèle clairement sous-motorisé et est par conséquent abandonné.
En automne de la même année, l'United States Army Air Corps émet une demande pour un avion d'attaque. L'équipe de Douglas, maintenant dirigée par Heinemann, reprend la conception du prototype Model 7A mais équipé avec des moteurs Pratt & Whitney R-1830 S3C3-G Twin Wasp de 1 100 ch. Ce nouveau prototype est désigné Model 7B. Lors de l'appel d'offres, il est en concurrence directe avec le North American NA-40, le Stearman X-100 et le Martin 167F. Bien que le Model 7B se révèle plus maniable et rapide que ses opposants, aucune commande n'est passée.
Ce prototype, cependant, attire l'attention d'une commission française d'achat en visite à cette période aux États-Unis. La France entreprend discrètement des vols d'essais, afin de ne pas s'attirer les foudres d'une Amérique isolationniste. Le secret est ébruité le 23 janvier 1939, quand un DB-7 s'écrase lors d'une démonstration de vol sur un seul moteur. La France est encore suffisamment impressionnée pour passer une commande immédiate de 100 appareils, qui se trouve augmentée à 270 unités quand la guerre éclate. Dans un même temps, la Belgique commande 16 appareils de cette série pour équiper sa force aérienne.
Bien que n'étant pas le plus rapide ou le plus grand de sa catégorie, le Douglas DB-7 est quand même connu comme étant un avion de combat résistant et fiable doté d'une maniabilité et d'une vitesse excellentes. Dans un rapport de l'Aeroplane and Armament Experimental Establishment (AAEE) basé sur la base RAF de Boscombe Down, les pilotes d'essais résument l'appareil comme « n'ayant pas de défaut et étant très facile à faire décoller ou atterrir... Cet appareil présente d'excellentes aptitudes de vol, ce qui le rend plaisant à piloter et à manœuvrer. » Les anciens pilotes de cet appareil le définissent souvent comme leur préféré, en raison de sa capacité à virer comme un chasseur. Mais sa vraie puissance reste sa polyvalence : de bombardier à chasseur nocturne le DB-7 trouve un rôle dans tous les théâtres d'opérations de la Guerre.
En 1942, des A-20 envoyé en Australie furent modifiés par l'aviateur naval américain Paul Gunn (en) qui les arma de quatre mitrailleuses M2 Browning additionnelles dans le nez. Ces armes provenant d'avions endommagés.
Quand la production en série du DB-7 prend fin le 20 septembre 1944, un total de 7 098 appareils a été construit par Douglas et 380 par Boeing.
De nombreux pays l'utilisent comme les États-Unis (1 962 avions), la Grande-Bretagne (1 800 avions), l'Union soviétique (3 125 avions) ou même la France où, durant la bataille de France de mai 1940, deux groupes sont entièrement équipés de cet appareil et trois autres étaient en cours de transformation, quittant le Bloch MB.210 pour recevoir le nouvel appareil ; et par la suite les Forces aériennes françaises libres.

## Production et livraisons

### France
Bien que la première démonstration du Model 7B sur la base de El Segundo se soit terminée par un crash, la commission d'achat française fut suffisamment impressionnée par cet appareil pour passer une commande, le 4 février 1939, de 100 unités équipées de moteurs turbocompressés Pratt & Whitney R-1830-SC3-G de 1 000 ch. Ce fut la première commande ferme depuis celle de l'USAAC. Le contrat 649/9 stipule que les livraisons doivent être terminées au plus tard le 31 janvier 1940.
Le 14 octobre 1939, l'armée de l'air commanda certaines modifications pour 100 unités supplémentaires (dérive agrandie et moteurs Wright R-2600-AB Twin Cyclone de 1 600 ch) que Douglas désigna en version DB-7A.
Un mois après l'éclatement de la Seconde Guerre mondiale (soit le 20 octobre 1939), la commande initiale de DB-7 (pour Douglas Bomber no 7) fut augmentée de 170 appareils supplémentaires motorisés avec des Pratt & Whitney R-1830-S3C4-G Twin Wasps de 1 100 ch utilisant un turbocompresseur à double étage et des injecteurs Stromberg.
Cependant, en raison de la pénurie de moteurs S3C4-G, la France accepta l'utilisation des anciens moteurs pour garantir les délais des 170 unités suivantes.
Alors que les premières livraisons étaient prévues en juin 1939, les premiers exemplaires ne furent disponibles qu'à partir de novembre.
À l'origine, il avait été prévu que les Douglas DB-7 B-3 (« B-3 » signifiant bombardier 3 places), conditionnés en caisse, devaient être débarqués au Havre avant d'être remontés à Caen-Carpiquet par une filiale de la SNCAN. Du fait de la saturation du port de Caen et de sa proximité avec le front, l'assemblage des premiers appareils fut confié à l'Atelier Industriel de l'Air (AIA) de Casablanca. La chaine de montage ne devint fonctionnelle qu'à partir du mois de janvier 1940.
Ces appareils convoyés par bateau étaient en finition métal avec le marquage d'avant-guerre (cocardes tricolores sur les ailes, bandes verticales bleu-blanc-rouge sur la dérive avec le type de l'appareil et son numéro d'identification) et furent par conséquent repeints à Casablanca suivant le camouflage normalisé (mélange de gris, vert et marron sur le haut ainsi que le côté du fuselage et bleu ciel en dessous, ajout de la cocarde sur le fuselage).
Entre novembre 1939 et juin 1940, 116 appareils furent livrés à Casablanca. Mais seulement 99 avaient été pris en compte par l'Entrepôt de l'Armée de l'Air 301 (EAA-301) de Châteaudun avant l'armistice du 25 juin 1940.
26 appareils DB-7 sont encore livrés entre le 29 juin et le 30 octobre, à la suite de l'assouplissement des commissions d'armistice germano-italiennes après l'attaque de Mers el-Kébir. Au total, sur les 121 DB-7 envoyés par Douglas, 116 seront officiellement remontés et pris en dotation par l'EAA 301. Le premier appareil est réceptionné le 5 mars 1940 alors que l'état-major avait prévu de la transformation complète de 5 groupes de bombardement (GB I/19, II/19, II/61, I/32, et II/32) de Bloch MB.200-MB.210 au DB-7 pour fin janvier.
Le 3 avril 1940, 5 DB-7 sont acheminés à Médiouna pour former les premiers équipages des GBI/19 et II/19 alors basés à Kalaa-Djerba. À la suite de problèmes d'approvisionnement pour l'équipement de navigation (radio, masque etc.) et d'armement, il faudra attendre le 16 mai pour que les deux groupes voient leur effectif de 13 appareils chacun au complet.
Le troisième groupe prévu, le GB II/61 de Biskra, est transformé à Médiouna à partir du 1er mai 1940 et touche son 13e appareil (no 50) le 5 juin.
Les deux derniers groupes, GB I/32 et II/32 provenant d'Orange, gagnent Médiouna le 15 mai. Cependant, la formation est perturbée par le manque d'avion. Le I/32 reçoit ses 2 premiers DB-7 (nos 66 et 71) que le 7 juin et le dernier le 22 juin, ayant entre-temps été équipés de Martin 167F. Le II/32, quant à lui est finalement opérationnel le 15 juin, une semaine seulement après avoir reçu sa première machine.

### URSS
L'Union Soviétique a reçu 3 125 appareils en prêt bail.
Lors de la guerre de Corée, deux avions de l'aviation navale soviétique basés à Port Arthur sont pris en chasse au-dessus de la mer Jaune le 4 septembre 1950 par des Chance Vought F4U Corsair du VF-53 décollant du Valley Forge qui en abattent un,.

## Modèles et variantes
Boston Mk.I & Mk.II la Royal Air Force accepte de récupérer la commande initiale de la France. Ces appareils reçoivent l'appellation Boston suivie de la désignation Mark I ou Mark II suivant le modèle de moteur équipé.
Havoc Mk.I cette variante est généralement impropre à l'usage de la RAF pour des raids de jour au-dessus de l'Allemagne en raison de son faible rayon d'action. Donc, beaucoup de Boston Mk.II, ainsi que quelques Mk.I remotorisés, sont modifiés pour des missions de nuit - soit pour des rôles d'intrusion avec 1 100 kg de bombes, soit comme chasseur de nuit avec un radar AI Mk.IV. Cette variante est connue sous le nom de Havoc Mk.I. Au total, 181 Boston sont convertis en Havoc. Lors de ces missions d'interception, les Havoc causent des dommages considérables aux cibles allemandes.
Havoc-Pandora désignation pour 20 Havocs convertis pour des missions d'intrusion utilisant une mine aérienne ou Long Aerial Mine (LAM). Cette mine est constituée d'une charge explosive tractée au bout d'un long câble sur la trajectoire d'avions ennemis dans l'intention de faire une « touche ». Des essais sont conduits avec un Handley Page Harrows qui lance ses LAM dans le flux de bombardiers allemands, mais sans grand succès. En conséquence, les Havocs Pandora sont reconvertis en Mk.I.
Havoc Mk.I Turbinlite désignation pour 31 Havocs équipés avec un projecteur de 2,7 millions de candelas (2,7 Gcd) dans le nez. Ils sont désarmés et supposés illuminer les objectifs pour les chasseurs Hawker Hurricane qui les accompagnent. Mais en pratique, le projecteur les transforme en cibles de choix pour les artilleurs allemands.
DB-7A / Havoc Mk.II  la France achète près de 200 bombardiers équipés avec des moteurs Wright R-2600-A5B Double Cyclone de 1 600 ch. Cette variante est désignée DB-7A par Douglas. Aucun appareil n'est livré avant l'armistice de la France en 1940, mais ils servent comme chasseurs de nuit pour le compte de la RAF sous la désignation Havoc Mk.II. 39 autres sont transformés en Havoc Mk.I Pandora.
DB-7B / Boston Mk.III la variante DB-7B est le premier lot de la série de production commandée par la Grande-Bretagne en février 1940. Équipée avec les mêmes moteurs que le DB-7A, mais avec un meilleur blindage et des réservoirs plus grands, cette variante est plus adaptée au rôle de bombardier léger prévu par la RAF. Cette série reçoit la désignation opérationnelle Boston Mk.III et prend part aux attaques contre le Scharnhorst, Gneisenau et le Prinz Eugen durant leur blocus de la Manche du 11 au 13 février 1942 (Opération Cerberus) et le raid contre Dieppe (Opération Jubilee), le 19 août 1942. 300 unités sont livrées et beaucoup sont utilisées pour des missions d'intrusion ou de chasse de nuit.
DB-73     variante française similaire à la DB-7B, qui est également récupérée par l'Angleterre et utilisée sous le titre Boston Mk III. Beaucoup sont construits sous licence par Boeing. Les événements de la Guerre tels que l'invasion de la Russie (Opération Barbarossa - juin à décembre 1941) et l'attaque de Pearl Harbor (opération Z - 7 décembre 1941) contrecarrent les livraisons de Boston. De ce fait, une partie de la production est envoyée en URSS et une autre gardée par l'USAAF pour son propre usage. Cependant, 22 appareils sont cédés à la RAAF par la Grande-Bretagne.
DB-7C / Boston Mk.IIIA    variante destinée aux Pays-Bas pour ses colonies des Indes orientales, mais l'invasion japonaise est complète avant que les appareils ne soient livrés. Une partie est transférée vers l'Australie et les 31 premiers Boston sont assemblés sur la base aérienne de Richmond pour servir sous les couleurs du RAAF 22nd Squadron lors des campagnes contre Buna-Gona et Lae (Nouvelle-Guinée). L'assemblage de ces 31 appareils se fait au ralenti car les tableaux de bord et les manuels sont tous en hollandais. Les avions non encore livrés sont envoyés vers l'Union Soviétique sous la loi Prêt-bail, qui reçoit 3 125 unités des différentes variantes DB-7. Quand les envois vers l'Angleterre reprennent finalement, ceux-ci sont soumis aux termes de la loi Prêt-Bail. Ces avions, qui sont des A-20 modifiés, servent sous le nom de Boston Mk.IIIA.
A-20 l'indifférence de départ de l'armée américaine pour le Model 7B est balayée à la suite des améliorations apportées aux variantes françaises et anglaises. De ce fait, l'US Army Air Corp émet une commande pour deux modèles : le A-20 pour des missions de bombardement à haute altitude et le A-20A pour des missions à basse altitude. Bien que similaire à la variante DB-7B, le A-20 est équipé de volumineux moteurs turbocompressés Wright R-2600-7 qui ont tendance à chauffer. Si bien que le reste des appareils suivant le prototype sont équipés de moteurs Wright R-2600-11 sans suralimentation. 59 exemplaires sont convertis en chasseur P-70 et 3 en variante de reconnaissance F-3 (voir détail après). Un appareil sous la désignation BD-1 est évalué par l'US Navy, tandis que l'US Marine Corp utilise 8 appareils de variante BD-2.
A-20A Havoc  variante commandée par l'US Army. Au total, 123 unités équipées avec des moteurs R-2600-3 ainsi que 20 autres avec des moteurs plus puissants R-2600-11 entrent en service à partir du printemps 1941. L'US Army préfère le A-20A en raison de ses excellentes performances et lui attribue la désignation britannique Havoc. 9 appareils sont cédés à l'Australie en 1943.
A-20B Havoc  variante qui fait l'objet de la première grande commande de l'US Army pour ce type d'appareil soit 999 unités. Le A-20B est plus semblable au DB-7A qu'au DB-7B mais avec un blindage plus léger et un « nez » en dur plutôt qu'en plexiglas incliné. 665 unités furent aussi exportés vers l'Union Soviétique.
A-20C Havoc   variante produite à partir de 1941 et destinée à standardiser les versions américaines et britanniques, avec un « nez » en plexiglas incliné, des moteurs RF-2600-23, des réservoirs auto-obturants et un blindage supplémentaire. À noter que cette variante peut embarquer une torpille navale de 907 kg (2 000 lb). 948 appareils sont construits à l'origine pour l'Angleterre et l'Union soviétique, mais une grande partie est gardée par les États-Unis à la suite de Pearl Harbor. Les A-20 soviétiques sont souvent équipés avec des tourelles sphériques de fabrication russe avec une mitrailleuse Berezin UB de 12,7 mm.
A-20D Havoc projet de variante allégée du A-20B mais équipée de moteurs turbo-compressés plus puissants R-2600-7 et de réservoirs plus grands mais non auto-obturants. Aucun appareil construit, le projet resta à l'étape de la planche à dessin.
A-20E Havoc désignation de 17 appareils A-20A allégés et utilisés pour l'entraînement et divers projets expérimentaux. Cette variante est basée sur les derniers A-20A équipés des moteurs Wright R-2600-11 de 1 690 ch.
XA-20F Havoc Prototype basé sur un A-20A (immatriculé 39-725) équipé avec des tourelles General Electric dorsale et ventrale contrôlées à distance, chacune avec une paire de mitrailleuses M2 de 12,7 mm (calibre 0.50). Bien que ces tourelles ne soient pas montées sur les modèles A-20 de série, elles fournissent néanmoins de précieuses informations pour le programme A-26 Invader. Plus tard, cet appareil est modifié à Wright Field avec un canon T-20-E-1 de 37 mm monté dans le « nez », ce qui lui valut le surnom de Porcupine I. (porc-épic).
A-20G Havoc  Variante construite à partir de février 1943, et qui sera la plus produite de toutes les variantes soit 2 850 exemplaires par l'usine de Santa Monica. Le nez vitré est remplacé par un nez en dur abritant 4 canons Hispano M2 de 20 mm (60 obus/arme) et 2 mitrailleuses Browning M2 de 12,7 mm (350 coups/arme), ce qui rend l'appareil légèrement plus long que les autres variantes. Le A-20G conserve la mitrailleuse dorsale orientable de 12,7 mm (500 coups) et une ventrale de 7,7 mm, mais les commandes de vol de secours et l'équipement photographique sont supprimés pour être remplacés par un blindage supplémentaire et un système de dégivrage du carburateur ajoutant près de 200 kg à la masse initiale. Après une première production de 250 unités de A-20G-1-DO, les canons, en raison de leur faible cadence de tir, sont remplacés par 2 mitrailleuses supplémentaires de 12,7 mm (A-20G-5-DO). Certains appareils (A-20G-20-DO) sont construits avec un fuselage plus large permettant de les équiper d'une tourelle électrique Martin avec 2 mitrailleuses de 12,7 mm, ainsi qu'une mitrailleuse ventrale de même calibre, la possibilité d'emport de (500 lb) de bombes sous les ailes. La plupart des A-20G équipés de canons sont utilisés par l'Union Soviétique.
A-20H Havoc Variante identique au A-20G-45-DO, à l'exception des moteurs qui sont des R-2600-29 de 1 700 ch. Ce changement de motorisation fut nécessaire en raison des retards de production du R-2600-23 de 1 600 ch. La puissance additionnelle développée par les moteurs Wright-29 permit l'emport de 1 110 kg supplémentaires en comparaison avec la version A-20C. Mis à part la modification des moteurs, peu de changements permettent de distinguer les versions A-20H des A-20 J. Au total 412 A-20H furent produits par l'usine Douglas de Santa Monica. À noter que 3 sous-variantes du A-20H existent (par rapport à la variante de base A-20H-1-DO ; immatriculée 44-1 à 8 et 44-10 à 25) : la A-20H-5-DO (immatriculée 44-26 à 65) équipée de racks pour bombes à fragmentation, la A-20H-10-DO (immatriculée 44-199 à 328 et 44-407 à 536) rééquipée de moteurs Wright R-2600-23 de 1 600 ch et de cache-flammes pour ses missions d'intrusion nocturne et la A-20H-15-DO (immatriculée 44-619 à 706) avec des moteurs R-2600-29 et un blindage accru du poste de pilotage.
ZB-20H Havoc Désignation en 1948 des derniers A-20H encore en service au sein de l'USAAF. La dénomination « B-20 » fut utilisée lors de la disparition de la catégorie 'A for Attack' remplacée par le préfixe 'Z' pour obsolète.
A-20 J Havoc / Boston Mk.IV  Variante, basée sur l'A-20G, commandée par le Air Materiel Command de Wright Field à l'été 1943, avec un nez transparent abritant un poste de bombardier équipé d'un pointeur Norden. L'appareil devait être utilisé par les leaders de formation lors de missions de bombardement : les A-20G (sans nez vitré) devaient alors larguer leurs bombes au signal du leader A-20 J. Douglas dessina pour cela un nez totalement nouveau basé sur une canopée moulée en plexiglas sans structure, allongeant l'appareil de 17 cm. Seulement 2 mitrailleuses de 12,7 mm sont conservées vers l'avant, l'armement défensif restant inchangé (tourelle dorsale et ventrale). À noter qu'en opération, ces deux mitrailleuses offensives étaient souvent retirées pour alléger l'appareil, même si cela n'était pas nécessaire. L'équipage était alors de 4 membres : pilote, mitrailleur dorsal, mitrailleur ventral et bombardier. Le premier A-20 J est un A-20G-25-DO (immatriculé 43-9230) modifié, il sera d'ailleurs le seul A-20 J-1-DO de production. Les autres sous-variantes de production seront : la A-20 J-5-DO qui était l'équivalent de la A-20G-30-DO en termes d'équipement et de systèmes, la A-20 J-15-DO était l'équivalent de la A-20G-40-DO. La A-20 J-20-DO était similaire à la -15-DO, avec des changements au niveau de l'approvisionnement des armes et des indicateurs de vitesse (modèle F-1 par modèle F-2). Au total, 450 A-20J furent produits, dont 169 pour la RAF, où ils entrèrent en action, en été 1944, sous la dénomination de Boston IV (immatriculés BZ400 à BZ568). La version A-20 J ne fut retirée de son rôle de leader de bombardement que lors de l'introduction du A-26C à nez vitré.
A-20K Havoc / Boston Mk.V  Dernière version de production du A-20, le A-20K était similaire au A-20 J à nez vitré, mais utilisant les moteurs Wright R-2600-29 de la version A-20H. Le prototype A-20K fut obtenu par la conversion d'un A-20H-1 (immat. 44-9). Comme cette version est basée sur le A-20 J, elle conserve les mêmes relations que le A-20H avec le A-20G. La sous-variante A-20K-5-DO utilise des moteurs R-2600-23, mais il n'est fait mention nulle part de l'installation des cache-flammes (comme sur le A-20H-10-DO). Le A-20K-10-DO équipé avec des moteurs R-2600-29 est similaire au A-20H-10-DO mis à part le nez vitré. Le A-20K-15-DO est similaire au A-20K-10-DO. Au total, 413 A-20K furent construits, dont 90 à destination de la RAF sous le nom de Boston V (immatriculés BZ580 à BZ669.) La production des Havoc se termine le 20 septembre 1944 avec la livraison du dernier A-20K. Douglas produisit 7 098 appareils (toutes versions confondues) et Boeing 380 sous licence.
O-53 Désignation prévue en 1941 pour une commande de 1 489 A-20B modifiés pour des missions de photo-reconnaissance et d'observation. Projet annulé en juin 1942. Aucun appareil modifié.
F-3 Variante destinée à la reconnaissance photographique (préfixe "F"). 3 appareils, issus des 63 premiers A-20 de production de mars 1940, sont modifiés suivant les spécifications de l'USAAC. Le premier de la série, désigné XF-3 (n° de série 39-741), reçoit des moteurs R-2600-7 turbocompressés, un équipement photo T-3A dans la soute arrière et conserve son armement défensif. Le XF-3 est identifiable par la présences de hublots de chaque côté de la soute et par l'ajout d'une lucarne à six panneaux vitrés juste devant la tourelle dorsale. Livré en avril 1942 à l'USAAC, le XF-3, présente des problèmes de refroidissement moteur et se voit donc motorisé avec des R-2600-3 de 1 600 ch sans turbocompresseurs. Finalement cédé à l'US Navy sous la désignation BD-1, l'appareil ne fut utilisé que pour le remorquage de cible. Les deux autres appareils (N° de série 39-745 et 39-748) sont modifiés sous la désignation YF-3. Le YF-3 reçoit les mêmes moteurs turbocompressés que le XF-3, mais se voit attribuer une tourelle de queue armée de deux mitrailleuses de calibre 0.30. Cette tourelle sera uniquement utilisée sur cette version. Par la suite, une nouvelle version désignée F-3A, est créée à partir de A-20 J et A-20K à nez vitré. Les deux mitrailleuses de 12,7 mm situées sous le nez sont retirées pour rendre possible l'installation de matériel photographique. Des caméras de type K-198, K-17 ou K-22 sont placées dans la soute arrière permettant l'emport de bombes photoflash dans la soute avant. Une première série de trois appareils est modifiée en atelier et le reste directement sur la chaine de montage de Santa Monica. Cette variante, produite à 46 appareils, entra en service à partir de mai 1944 au sein du 155th Photographic Squadron (Night) de la 9th Air Force sur le front européen.
P-70 Nighthawk Variante de chasse de nuit (Préfixe "P" pour Poursuit). Initialement basé sur une demande d'octobre 1940 de l'USAAC pour un chasseur à long rayon d'action, 60 A-20 sont convertis en P-70. Cette variante est équipée avec un radar SCR-540 (copie du britannique AI Mk IV), le nez vitré est souvent peint en noir pour masquer le radar et limiter les reflets, armée avec un pod de quatre canons de 20 mm alimentés à 120 obus/arme positionné dans la partie basse de la soute à bombe tandis que la partie haute est équipée d'un réservoir supplémentaire de 946 l. Entre juin et octobre 1943, 13 A-20C et 51 A-20F furent modifiés en P-70A. Néanmoins certaines modifications furent opérées en fonction des besoins : les 4 canons de 20 mm remplacés par 6 mitrailleuses de 12,7 mm, le radar SCR-540 est alors déplacé dans la soute tandis que l'antenne de transmission est placée entre les mitrailleuses frontales. Quelques P-70 furent produits à partir de A-20G et A-20 J, ils reçurent alors la dénomination de P-70B-1 (issus de A-20G) et P-70B-2 (issus de A-20G et J) en fonction de l'installation de radars centimétriques SCR-720 ou SCR-729. Si les P-70A furent utilisés au combat durant la campagne du Pacifique, les P-70B servirent uniquement à des fins de formation pour les équipages de chasse nocturnes en Floride et Californie. Tous les P-70 furent radiés du service actif en 1945.

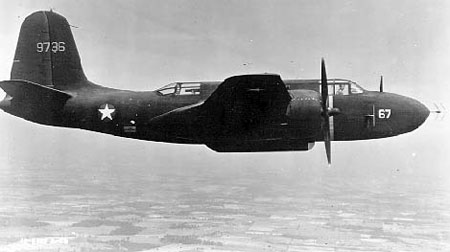
Douglas P-70. Il s'agit du premier avion de cette variante (no de série 39-736).
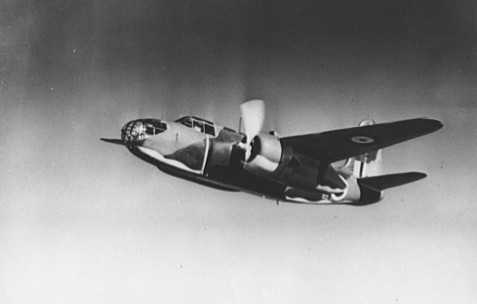
Douglas DB-7  Boston de la Royal Air Force (1942-43)
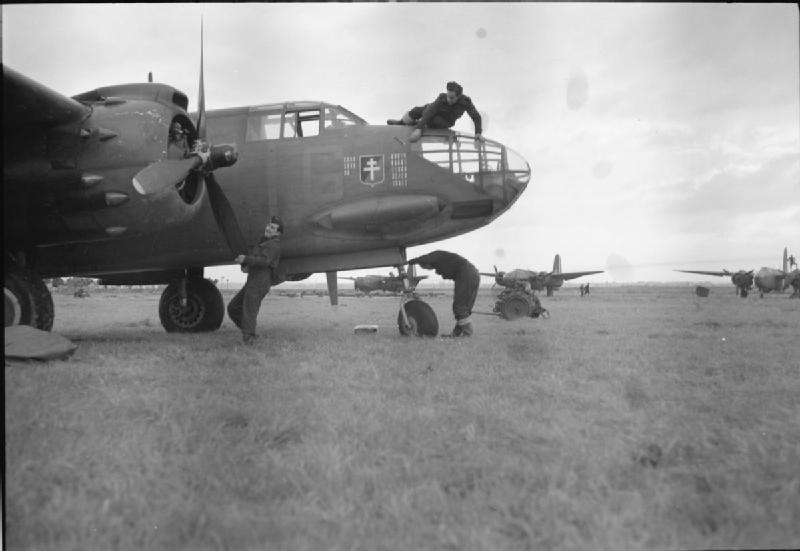
Douglas Boston du Groupe de bombardement Lorraine entre 1943 et 1945.
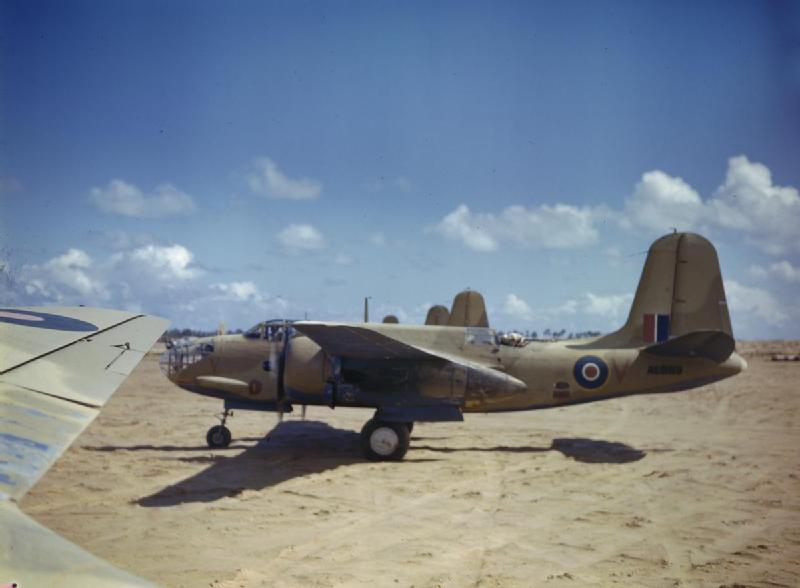
Alignement de Douglas Boston du No 24 Squadron de la South African Air Force à Zuara (Libye) en mars 1943.
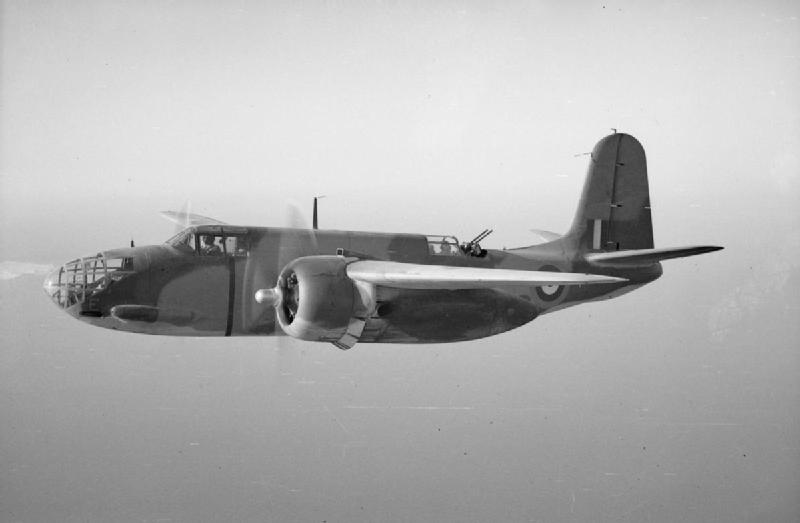
Douglas Boston Mark III (immat. Z2183 'E') du No. 24 Squadron de la SAAF (Égypte, 1943)
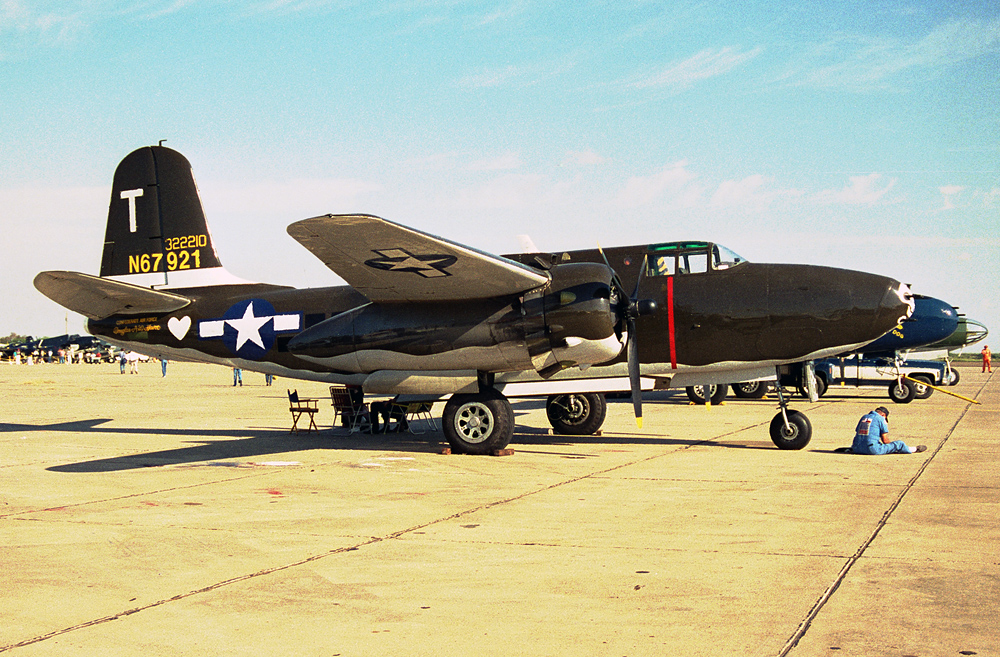
Douglas A-20G Havoc (immat.N67921) de la Commemorative Air Force sur le tarmac de l'aéroport de Harlingen (Texas, États- Unis) (Octobre 1988).
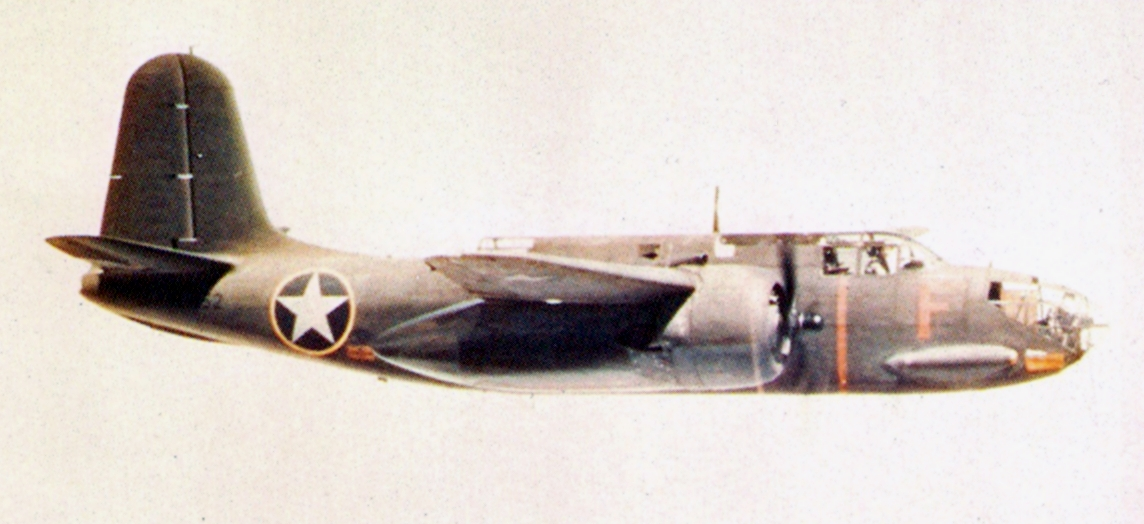
Douglas Boston Mk.III du 15th Bombardment Squadron de l'USAAC basé en Angleterre (1942).
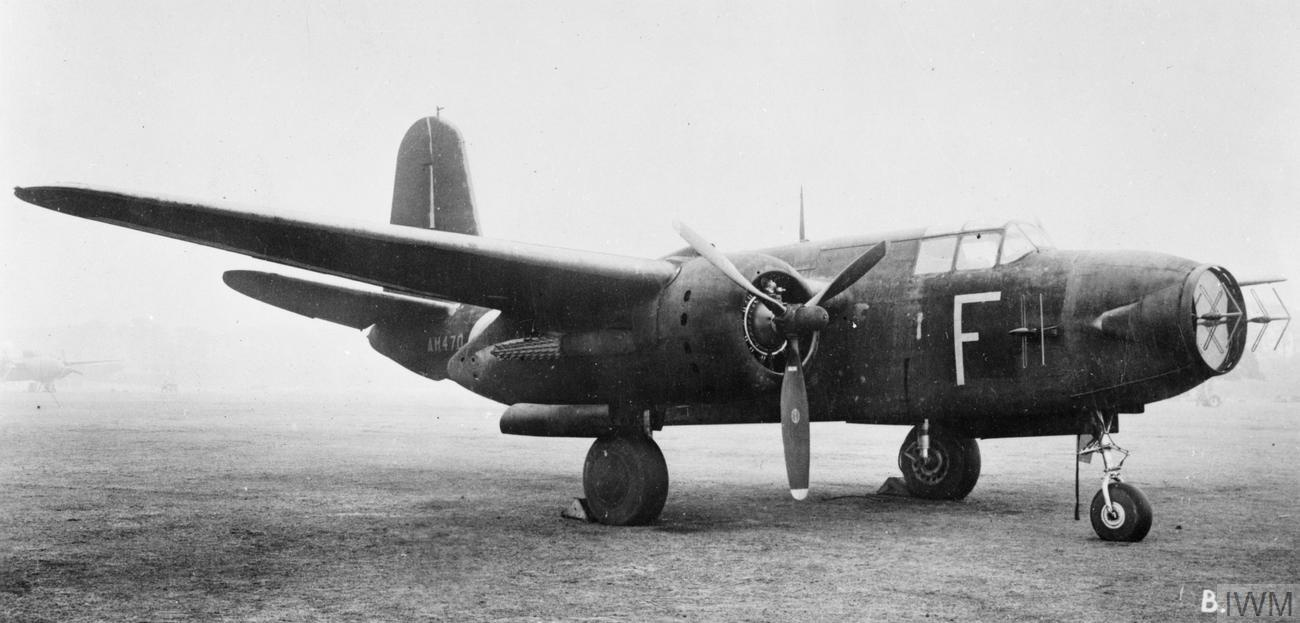
Douglas Havoc Mk.II (Turbinlite) (immat. AH470 "F") du No. 1459 Squadron RAF sur la base de Hibaldstow (Lincolnshire, Angleterre) (1942).
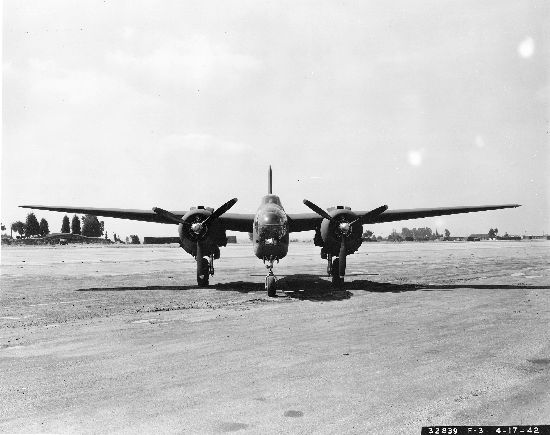
Avion de reconnaissance Douglas F-3 (17 avril 1942).
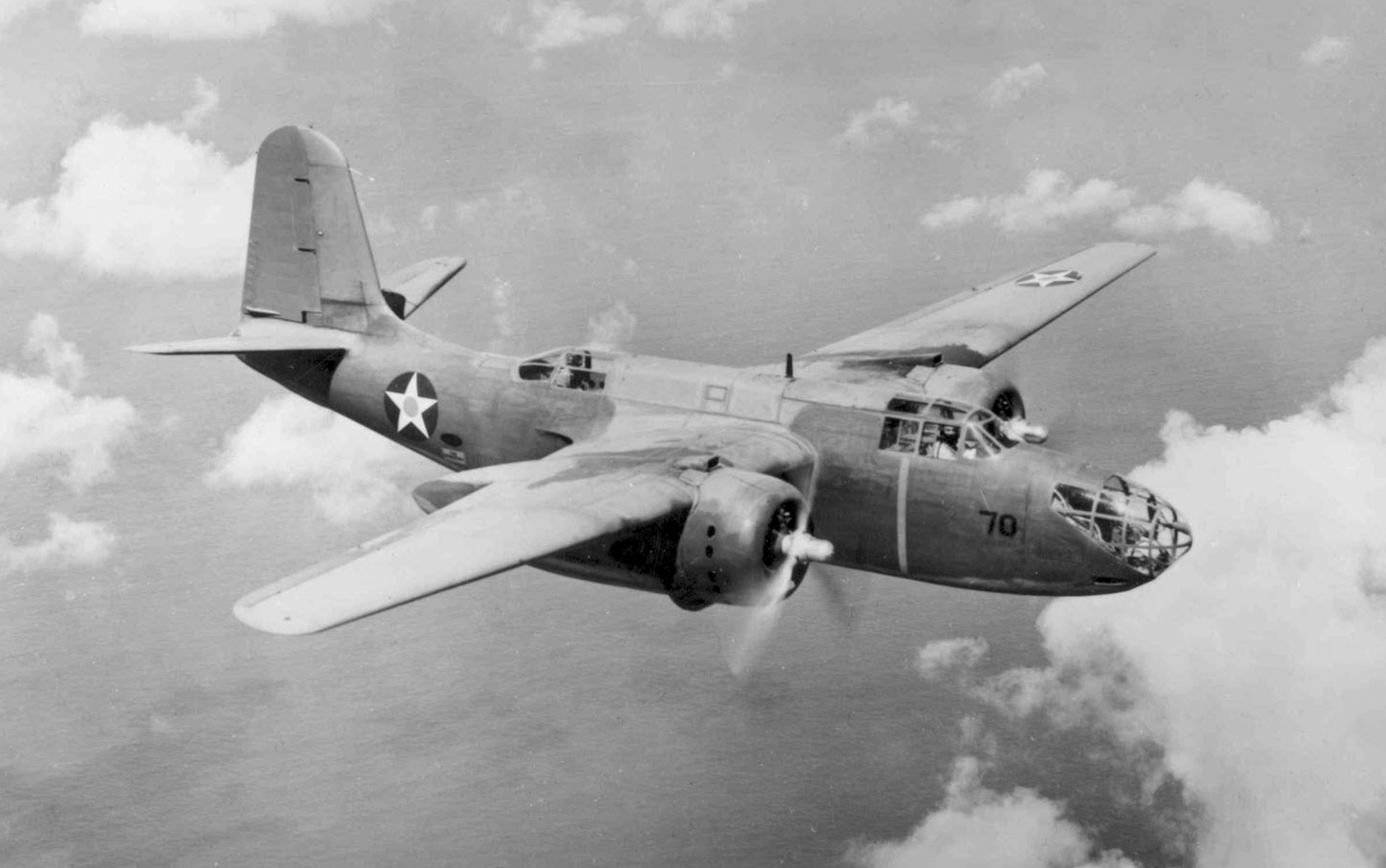
Douglas A-20A Havoc du 58th Bomb Squadron au-dessous de Oahu (Hawaï) le 29 mai 1941.
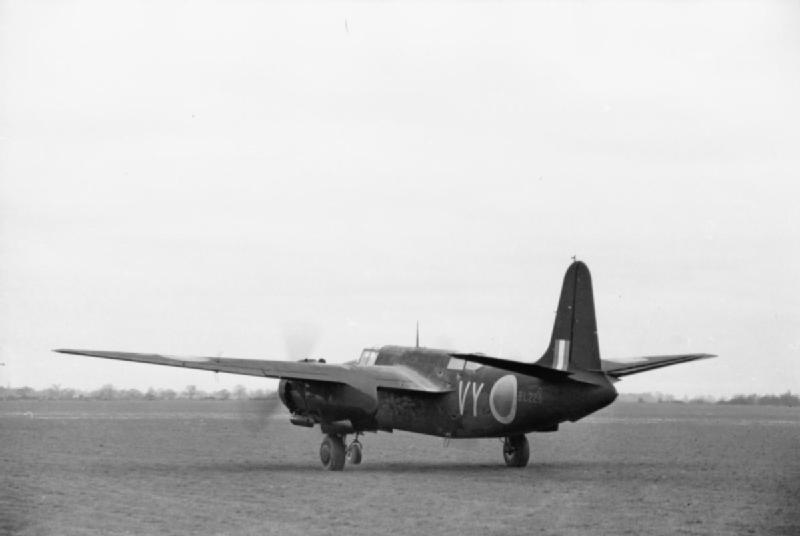
Douglas Havoc Mark.I  (immat.BL228 VY-Y) du No. 85 Squadron RAF basé à Debden (Essex, Angleterre).

## Engagements

### France[10],[11],[12]

#### Bataille de France 1940
Le 15 mai 1940, les GB I/19, II/19 et I/61 sont assignés au Groupement no 2 du Colonel Rigot. Le 17 mai tout de suite après avoir complété leur formation, les équipages du II/19, sous la direction du Commandant Houpert, sont transférés à Cazaux puis le lendemain sur le terrain de Saint-Martin-la-Campagne dans l'Eure.
Le 24 mai, c'est le GB I/19 du Capitaine Chassandre-Patron, qui s'envole en direction de la métropole pour gagner la Base Evreux-Damville. Tandis que le II/61 (commandant Schurck) n'arrive que le 9 juin sur le terrain de Lissay-Lochy.
La première sortie des DB-7 français est faite le 22 mai quand 6 appareils du II/19 attaquent des colonnes allemandes entre Bohaim-Cambrai. Le no 29 est abattu par la Flak et le no 23 est fortement endommagé.
Le 24 mai, 6 autres Douglas du II/19 sont de sortie entre Amiens et Arras, où leur rencontre avec la chasse ennemie se solde par un appareil abattu (no 39 à Essars) et deux autres endommagés pour 1 Messerschmitt Bf 109 abattu et 1 autre endommagé.
Le 25 mai, le II/19 et le I/19 sont regroupés à Damville.
Le 29 mai, 12 DB-7 (8 du II/19 et 4 du I/19) bombardent l'avancée allemande au nord d'Abbeville (1 seul appareil endommagé). Sur le retour, le no 43 réussit à abattre un Henschel Hs 126 de la 4.(H)/21 au décollage sur le terrain de Drucat.
Le 31 mai marque la première grosse opération des DB-7 tricolores. 12 Douglas bombardant des colonnes allemandes entre Ham et Saint-Quentin sont coiffés par une quinzaine de Bf 109 et Bf 110. Les nos 32 et 46 sont abattus en dessous du Quesnel et Bray sur somme. Le no 42 est endommagé et le no 5 explose au sol, contraint à un atterrissage de fortune près de Artemps.
Le 2 juin, les 17 appareils restants sont affectés au terrain de Bléville (I/19) et à Dadonville (II/19). Le 5 juin, le II/19 perd encore un appareil (no 31) à l'ouest de Rouen, ne laissant alors que 13 machines encore opérationnelles.
L'état-major, en raison des faibles cadences de production de l'AIA décide de garder les machines disponibles pour former le GB II/61 au lieu de combler les pertes.
Le 6 juin, de retour de mission 4 DB-7 du II/19 revendiquent un Henschel Hs 123.
Le 7 juin, le no 33 (I/19) est abattu par la Flak près de Roye. Le 8 juin, le no 26 subit le même sort près de Soissons. Mais le I/19 parvient à retarder l'avance des blindés allemands en détruisant le pont de Missy-sur-Aisne.
Le 10 juin, 6 appareils du I/19 sont attaqués par des Bf 109 au-dessus de Rethel, conduisant à la perte du no 41 près de Nanteuil-la-Fosse.
Le 11 juin, le I/19 se replie à Lissay-Lochy et le II/19 à Sudray. Le 13 juin, 12 DB-7 du GB I/61 arrivent en renfort en provenance de Médiouna.
Le même jour, 8 appareils harcèlent les convois ennemis entre Montmirail et Compiègne. Le no 10, endommagé par un Bf 110 doit se poser sur le ventre. Lors d'une seconde passe sur le même objectif, le no 43 (I/19) doit se poser en rase campagne et un autre (no 35 du II/19) est abattu par des Bf 109.
La dernière sortie en France est réalisée le 14 juin par 6 DB-7 (I/19 et II/19) sur Château-Thierry et Romilly-sur-Seine. Le GB I/61 n'effectua aucune mission sur le territoire national et accomplira sa seule mission de guerre le 24 juin contre le terrain de Cagliairi en Sicile.
Le 15 juin, à la suite de l'entrée en guerre de l'Italie, ordre est donné aux DB-7 rescapés de rejoindre l'Afrique du nord en passant par Agen, Lézignan, Oran, Blida pour arriver finalement sans encombre le 22 juin à Souk El Arbaa.
Le GB I/19 ne dispose plus que de quatre appareils (nos 6, 18, 30 et 44), le II/19 cinq (nos 4, 28, 34, 38 et 40) alors que le II/61 est au complet (nos 12, 47, 50, 51, 53, 54, 55, 57, 60, 61, 62, 63 et 68).
Le 21 juin, les GB I/32 et II/32 (Groupement no 3) sont finalement envoyés à Sidi Rahal, près de Marrakech.
Lors de la campagne de France, entre le 22 mai et le 14 juin, les DB-7 français ont totalisé 134 sorties (66 pour le I/19 et 68 pour le II/19) soit une moyenne de 5,5 missions par jour. Le total des pertes s'élève à 15 appareils abattus et un perdu à la suite d'un accident, prouvant leur fiabilité.

#### Bombardements de la France

##### Morlaix 1943
Dans le cadre des bombardements stratégiques alliés, le 29 janvier 1943 huit Boston de la Royal Air Force larguent 43 bombes sur la ville de Morlaix dans le but de couper la ligne de chemin de fer de Paris à Brest en endommageant le viaduc. Un seul projectile touche le viaduc, mais les autres bombes tuent quatre-vingt habitants et en blessent de nombreux autre. Une bombe détruit l'école maternelle Notre-Dame-de-Lourde tuant trente-neuf enfants de quatre à sept ans et leur institutrice Herveline Laurent. Le trafic ferroviaire sur le viaduc de Morlaix n'est interrompu que quelques heures et le viaduc est rapidement réparé.[réf. nécessaire]